# Pseudofusulinidae
Pseudofusulinidae es una familia de foraminíferos bentónicos cuyos taxones se han incluido tradicionalmente en la familia Schwagerinidae, de la superfamilia Fusulinoidea y del orden Fusulinida. Su rango cronoestratigráfico abarca desde el Kasimoviense (Carbonífero superior) hasta el Kunguriense (Pérmico inferior).

## Discusión
Clasificaciones más recientes incluyen Pseudofusulinidae en la superfamilia Schwagerinoidea, y en la subclase Fusulinana de la clase Fusulinata.

## Clasificación
Pseudofusulinidae incluye a las siguientes subfamilia y géneros:
- Subfamilia Pseudofusulininae, también considerado en la familia Schwagerinidae
  - Anderssonites †, también considerado en la subfamilia Pseudoschwagerinae
  - Chalaroschwagerina †
  - Crenulosepta †, también considerado en la subfamilia Pseudoschwagerinae
  - Cuniculinella †, también considerado en la subfamilia Schwagerininae
  - Eoparafusulina †
  - Globifusulina †
  - Grozdilovia †, también considerado en la subfamilia Schwagerininae
  - Inyoschwagerina †
  - Leeina †
  - Longlinella †, también considerado en la subfamilia Schwagerininae
  - Neodutkevitchia †
  - Nigribaccinus †
  - Nonpseudofusulina †
  - Praepseudofusulina †, también considerado en la subfamilia Pseudoschwagerinae
  - Praeskinnerella †
  - Primoriina †
  - Pseudodunbarula †
  - Pseudofusulina †, también considerado en la subfamilia Schwagerininae
  - Schellwienia †, también considerado en la subfamilia Fusulininae
  - Stewartina †
  - Tastubella †
  - Verneuilites †
- Subfamilia Chusenellinae, también considerado en la familia Schwagerinidae
  - Chusenella †
  - Rugosochusenella †
- Subfamilia Monodiexodininae, también considerado en la familia Schwagerinidae
  - Monodiexodina †, también considerado en la subfamilia Schwagerininae
  - Pseudofusulinoides †
  - Ruzhenzevites †
  - Timanites †

Otros géneros considerados en Pseudofusulinidae son:
- Eochusenella † de la subfamilia Chusenellinae
- Jurasanella † de la subfamilia Pseudofusulininae
- Schihanella † de la subfamilia Pseudofusulininae
- Kutkanella † de la subfamilia Pseudofusulininae
- Orientoschwagerina † de la subfamilia Chusenellinae, aceptado como subgénero de Chusenella, es decir, Chusenella (Orientoschwagerina)
- Perigondwania † de la subfamilia Pseudofusulininae, también considerado en la subfamilia Schwagerininae
- Pseudochusenella † de la subfamilia Chusenellinae
- Sosioella † de la subfamilia Chusenellinae, aceptado como subgénero de Chusenella, es decir, Chusenella (Sosioella)